# كريستوف برونر
كريستوف برونر (بالألمانية: Christoph Brunner) (و. 1978 – م) هو مصور سينمائي، ومونتير من النمسا. ولد في فيلز. 

## وصلات خارجية
- كريستوف برونر على موقع IMDb (الإنجليزية)
- كريستوف برونر على موقع ألو سيني (الفرنسية)
- كريستوف برونر على موقع أول موفي (الإنجليزية)
- كريستوف برونر على موقع قاعدة بيانات الأفلام السويدية (السويدية)
- كريستوف برونر على موقع قاعدة بيانات الفيلم (الإنجليزية)
- كريستوف برونر على موقع كينوبويسك (الروسية)